# Bōsōzoku

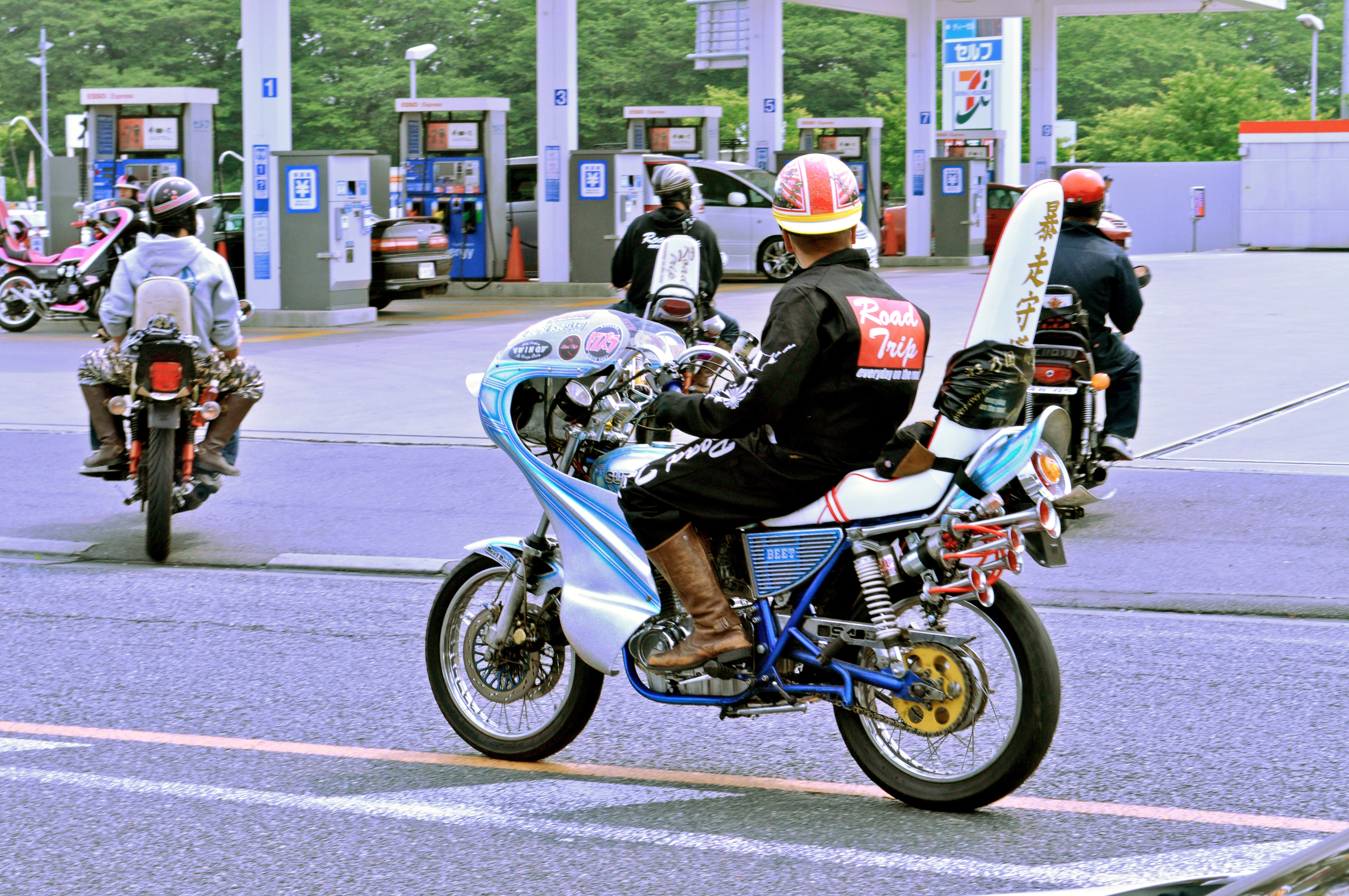
Dei Bōsōzoku sulle loro motociclette personalizzate

Il bōsōzoku (暴走族? lett. "Tribù della velocità sfrenata") è una sottocultura giovanile giapponese collegata alla customizzazione di motociclette, o più raramente di automobili, con cui scorrazzare per le strade, soprattutto quelle costiere, provocando fastidio e schiamazzi, ma solitamente non danni gravi.

## Storia

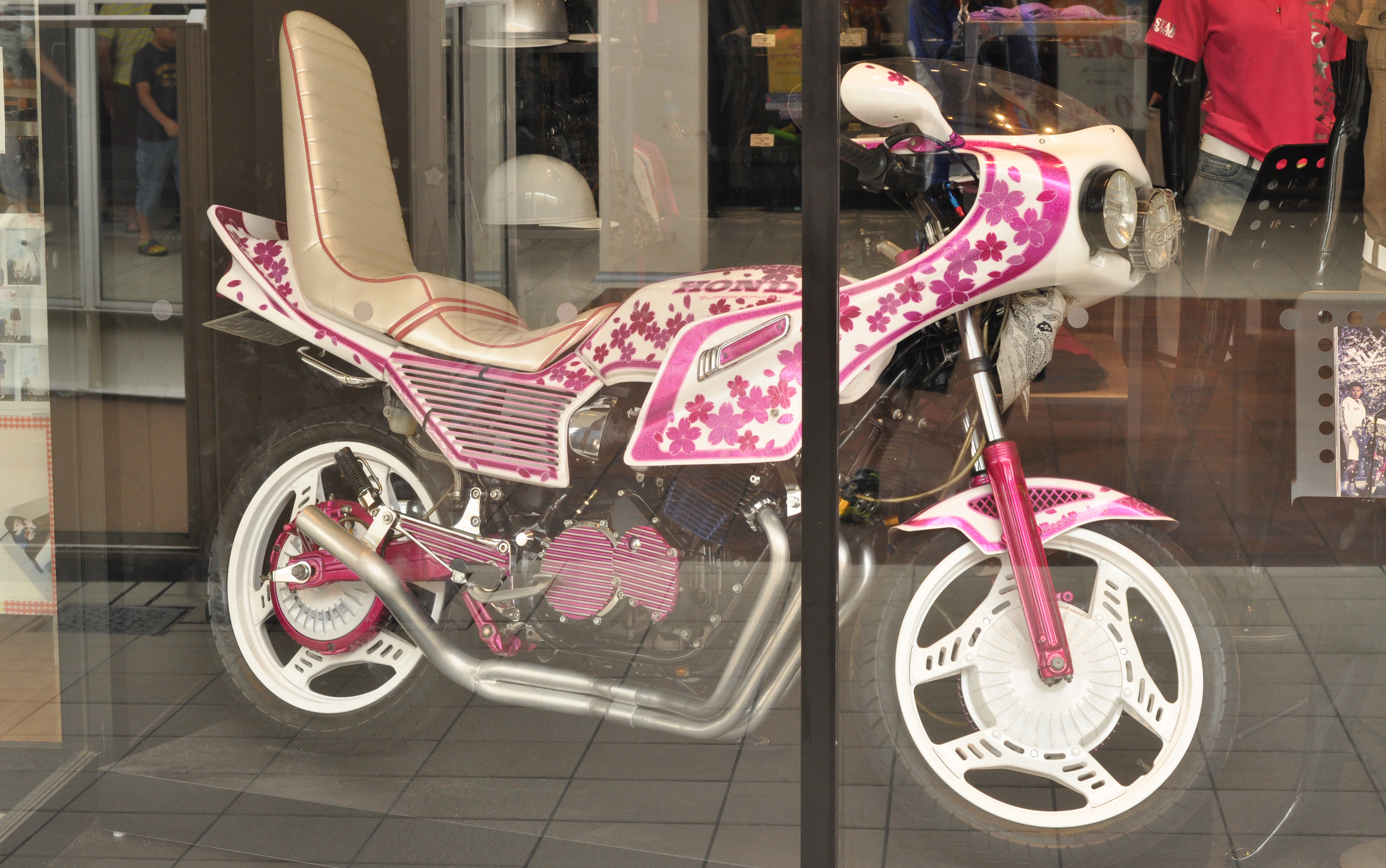
Una motocicletta customizzata.

I primi bōsōzoku furono degli ex-veterani di guerra delusi dalla piega presa dal Giappone dopo la seconda guerra mondiale, fatto dimostrato anche dall'ampio uso delle bandiere imperiali giapponesi sui veicoli modificati e sui vestiti di questi individui.
Composte per la gran parte da studenti delle scuole superiori animati da spirito ribelle, le bande bōsōzoku sono diventate parte dell'immaginario collettivo nipponico, in particolare durante i primissimi anni 1980, raggiungendo l'apice della popolarità nel 1982, in cui sfrecciavano per il Giappone più di 42.000 teppisti. Seppur il fenomeno abbia riguardato l'intero Giappone, le regioni con il maggior numero di gang motociclistiche sono la prefettura di Aichi, Tokyo e la prefettura di Osaka. L'abbigliamento dei bōsōzoku li rende facilmente riconoscibili: indossano ampie giacche di pelle, su cui spiccano i kanji che identificano la propria gang di appartenenza o svariati simboli, pantaloni larghi e stivali alti. Le motociclette sono personalizzate nel modo più appariscente possibile, con carenature riccamente decorate, marmitte modificate e sedili dagli schienali alti.
A partire dagli anni 2000, in seguito a diversi incidenti che misero in pericolo la sicurezza pubblica, tra cui quello che nel 1999 causò lo scioglimento della famoso club automobilistico Mid Night Club, in cui due bōsōzoku persero la vita e diversi passanti rimasero feriti, la legislazione giapponese si inasprì notevolmente per arginare il fenomeno. Di conseguenza, il numero degli appartenenti a queste bande si è drasticamente ridotto,  fino ad arrivare a circa settemila membri stimati nel 2012. Nel 2013 le gang di bōsōzoku sono state classificate come organizzazioni riconducibili alla yakuza da parte della polizia giapponese. Il crimine organizzato nipponico, infatti, spesso recluta nuovi membri tra quelli delle gang motociclistiche: si stima che circa un terzo dei membri attivi della yakuza siano stati in passato dei bōsōzoku.

## Ibōsōzokunella cultura di massa
Ai bōsōzoku sono stati dedicati diversi film, manga e romanzi: fra i più celebri ci sono Akira, Shōnan bakusōzoku, Shonan junai gumi - La banda dell'amore puro di Shonan e Tokyo Revengers. Pioniere nella rappresentazione dei bōsōzoku è stato il regista Sōgo Ishii nei primi anni 1980 con film come Crazy Thunder Road e Burst City, quest'ultimo vera e propria celebrazione della sottocultura.
La rivista di automobilismo britannica Top Gear è entrata in contatto con alcuni bōsōzoku nel dicembre 2017, constatando come i membri di queste gang siano diventati meno aggressivi di quelli del passato.